# Jan Tříska
Jan Tříska (4 de noviembre de 1936 - 25 de septiembre de 2017) fue un actor checo que interpretó más de 160 papeles en teatro, cine y televisión. Trabajó en Estados Unidos después de emigrar allí en la década de 1970, pero luego regresó a su país natal tras la Revolución de Terciopelo. Fue nominado tres veces al Premio León Checo, al Mejor Actor en un Papel Protagónico (Šílení, 2005) y dos veces al Mejor Actor de Reparto (Rád, 1994; Up and Down; 2004).

## Biografía
Tříska nació en Praga el 4 de noviembre de 1936. Estudió en la Academia de las Artes Escénicas de Praga. Después de graduarse en 1959, se convirtió en el miembro más joven en unirse al Teatro Nacional, donde actuó en La enfermedad blanca de Karel Čapek y Maryša de Vilém Mrštík. También trabajó con el Teatro Za Branou de Otomar Krejča y en teatros municipales de Praga. Apareció en muchas películas checoslovacas y fue el doblador oficial en checo de Jean-Paul Belmondo de 1965 a 1977.

### Vida y carrera en Estados Unidos
Tras firmar la proclamación de la Carta 77, emigró a los Estados Unidos vía Chipre y Canadá. Su primer papel en una película estadounidense fue en Ragtime (1981), dirigida por su compatriota emigrado checo Miloš Forman. Interpretó papeles secundarios en Reds (también 1981, dirigida por Warren Beatty), The Osterman Weekend (1983, Sam Peckinpah), 2010: The Year We Make Contact (1984, Peter Hyams), The Karate Kid Part III (1989, John G. Avildsen), Apt Pupil (1998, Bryan Singer), así como apariciones especiales en Highlander (1996) y Highlander: The Raven (1999). Uno de sus papeles más notables fue el de Joseph Paul Franklin, el posible asesino de Larry Flynt, en The People vs. Larry Flynt (1996) de Miloš Forman.

### Regreso a República Checa
Después de la Revolución de Terciopelo de 1989, Tříska visitó la República Checa para actuar en películas como The Elementary School (1991), Horem pádem (2004), Želary (2003), nominada al Oscar, y Máj (2008; basada en el poema Máj de Karel Hynek Mácha). En 2002, Tříska recibió un premio Alfréd Radok por su interpretación de Lear en El rey Lear en el Festival de Verano de Shakespeare en el Castillo de Praga. En 2005, fue nominado al Premio León Checo al Mejor Actor Protagónico por su actuación en la película Šílení de Jan Švankmajer.

### Vida posterior y muerte
Aunque visitó ocasionalmente la República Checa, Tříska siguió siendo residente permanente de los Estados Unidos en Los Ángeles, California.
El 23 de septiembre de 2017, por motivos aún por determinar, Tříska cayó del Puente de Carlos en Praga. Los pasajeros de un barco cercano lo rescataron del río Moldava, tras lo cual fue reanimado y hospitalizado en estado grave. Murió en el hospital dos días después, el 25 de septiembre de 2017.

## Vida personal
Tříska estaba casado con la actriz checa Karla Chadimová (nacida en 1943). Tiene dos hijos, Jana y Karla, y dos nietos, Augustin y Josephine.

## Créditos parciales de teatro

### American National Theater
- The Children of Herakles como Yolao
- La gaviota
- Idiot's Delight

### New York's Public Theater
- El maestro y Margarita
- Zastrozzi

### La Jolla Playhouse
- The Hairy Ape
- Arms and the Man
- Cosmonaut's Last Message

### Tylovo divadlo, Praga
- Srpnová neděle (1959) como Jirka (obra de František Hrubín, dirigida por Otomar Krejča)
- Don Juan (1959) como Young Boy (Molière, dirigida por Jaromír Pleskot)
- Konec masopustu (1964) como Rafael (obra de Josef Topol, dirigida por Otomar Krejča)
- Měsíc na vsi (1965) como Aleksej N. Beljajev (obra de Iván Turguénev, dirigida por Rudolf Hrušínský)

### Divadlo za branou
- Kočka na kolejích (1965) como Véna (obra de Josef Topol, dirigida por Otomar Krejča)
- Las tres hermanas (1966) como Tuzenbach (obra de Antón Chéjov, dirigida por Otomar Krejča)
- Edipo rey (1971) como Oidipus (obra de Sófocles, dirigida por Otomar Krejča)

### Národní divadlo, Praga
- La enfermedad blanca (1956-1957) como primer asistente (obra de Karel Čapek, dirigida por Jaromír Pleskot)
- Maryša (1956-1957) como segundo hombre (dirigida por Zdeněk Štěpánek)
- Saint Jane como Page (dirigida por Jaromír Pleskot)
- Romeo y Julieta (1963) como Romeo (National Theatre, Praga, dirigida por Otomar Krejča)

### Otros
- The Cherry Orchard: The Tempest (Guthrie Theater)
- Largo Desolato (Yale Repertory Theatre)
- The Third Army (Long Wharf Theatre)
- Arsénico y encaje antiguo (Long Wharf Theatre)
- El rey Lear (2002) como King Lear (Summer Shakespeare Festival, Praga; Spišský hrad, Brno, dirigida por Martin Huba)
- El rey Lear (1961) como Edmund (Smetanovo divadlo, dirigida por František Salzer)
- Fausto (1973) como Dr. Johann Faust (obra de Johann Wolfgang von Goethe, Divadlo Jaroslava Průchy, Kladno, dirigida por Václav Špidla)
- Arte (2007) como Mark (obra de Yasmina Reza, Divadlo na Jezerce, Praga, dirigida por Jan Hřebejk)

## Filmografía seleccionada
- Váhavý střelec (1957)
- Pět z milionu (1959) - Vašek
- Kruh (1959) - Honzík
- První parta (1960) - Havíř
- U nás v Mechové (1960) - Lojzíček
- Všude žijí lidé (1960) - Lojza Posvár
- Pochodně (1961) - dělnický předák Josef Pecka
- Policejní hodina (1961) - Venca
- Srpnová neděle (1961) - Tomás
- Kde alibi nestačí (1961) - laborant Mirek Zach
- Kohout plaší smrt (1962) - Jozka
- Dva z onoho sveta (1962) - Robert Ford
- Tarzanova smrt (1963) - Clown
- Zlaté kapradí (1963) - Jura (voice)
- Mezi námi zloději (1964) - Man in Pub
- Začít znova (1964) - Jan Stehlík - brigade worker (voice)
- Komedie s Klikou (1964) - Rísa
- Hvězda zvaná Pelyněk (1965) - Lojzík
- Das Haus in der Karpfengasse (1965) - Kowlorat
- Strašná žena (1965) - Honza Pokorný (voice)
- Pet miliónu svedku (1965) - Vysetrovatel VB Koval
- Lidé z maringotek (1966) - Acrobat Vincek
- Martin a cervené sklícko (1967) - malír a zámecký pruvodce Syllaba
- Hra bez pravidel (1967) - Duda
- Ctyri v kruhu (1968) - Michal Donat
- Kulhavý dábel (1968) - Rudolf (voice)
- On the Comet (1970) - Porucík Servadac (voice)
- Radúz a Mahulena (1970) - Radúz
- Návstevy (1970)
- Lucie a zazraky (1970) - Mikulás
- Dost dobrí chlapi (1972) - Kamil Gubris
- Slecna Golem (1972) - Petr
- Horolezci (1973) - Miso Lapsanský
- Wie füttert man einen Esel (1974) - Pepi
- Las mil y una noches (1974) - Narrator (voice)
- Zivot na uteku (1975) - Vasek
- Tetované casom (1976) - Dr. Hocko
- Na samote u lesa (1976) - Dr. Václav Houdek
- Desat' percent nádeje (1976) - Mato
- Do posledneho dychu (1976) - Erich Fischer
- Ein irrer Duft von frischem Heu (1977) - Aventuro
- Talíre nad Velkým Malíkovem (1977) - Mine carpenter Salánek
- Nechci nic slyset (1978) - Marek's Father (scenes deleted)
- Ragtime (1981) - Special Reporter
- Reds (1981) - Karl Radek
- The Osterman Weekend (1983) - Andrei Mikalovich
- Uncommon Valor (1983) - Gericault
- Unfaithfully Yours (1984) - Jerzy Czyrek
- Nothing Lasts Forever (1984) - Swedish Architect
- 2010: The Year We Make Contact (1984) - Alexander Kovalev
- Black Eagle (1988) - Captain Valery
- The Karate Kid Part III (1989) - Milos
- Loose Cannons (1990) - Steckler
- The Elementary School (1991) - Igor Hnizdo
- Undercover Blues (1993) - Axel
- Rád (1994) - Prior
- The People vs. Larry Flynt (1996) - Joseph Paul Franklin
- Apt Pupil (1998) - Isaac Weiskopf
- Ronin (1998) - Dapper Gent
- Loving Jezebel (1999) - Melvin Szabo (uncredited)
- El Código Omega (1999) - 1st Prophet
- Lost Souls (2000) - Melvin Szabo
- Cahoots (2001) - Laphonse
- The Man from Elysian Fields (2001) - Marcus (uncredited)
- Rok dábla (2002)
- Blizzard (2003) - Otto Brewer / Trainer
- Trosecníci (2003)
- Želary (2003) - Old Gorcík
- Jedna ruka netleská (2003) - Otec Standy
- Horem pádem (2004) - Professor Otakar Horecký
- Šílení (2005) - Marquis
- Máj (2008) - Hangman
- Hranari (2011) - Bishop
- Bastardi 3 (2012) - Majeruv obhájce
- Po strništi bos (2017) - Eda's grandfather (final film role)